# John Kerr (voile)
Pour les articles homonymes, voir John Kerr.
John Kerr, né le 9 août 1951 à Toronto, est un skipper canadien.

## Carrière
John Kerr participe aux Jeux olympiques de 1984 à Los Angeles et remporte la médaille de bronze dans l'épreuve du soling. Il remporte également une médaille de bronze lors de Championnats du monde de 1978.